# Peachland
Peachland é uma cidade  localizada no estado norte-americano de Carolina do Norte, no Condado de Anson.

## Demografia
Segundo o censo norte-americano de 2000, a sua população era de 554 habitantes.
Em 2006, foi estimada uma população de 539, um decréscimo de 15 (-2.7%).

## Geografia
De acordo com o United States Census Bureau tem uma área de
2,6 km², dos quais 2,6 km² cobertos por terra e 0,0 km² cobertos por água.

## Localidades na vizinhança
O diagrama seguinte representa as localidades num raio de 20 km ao redor de Peachland.